# Bosch Super plus Rallye

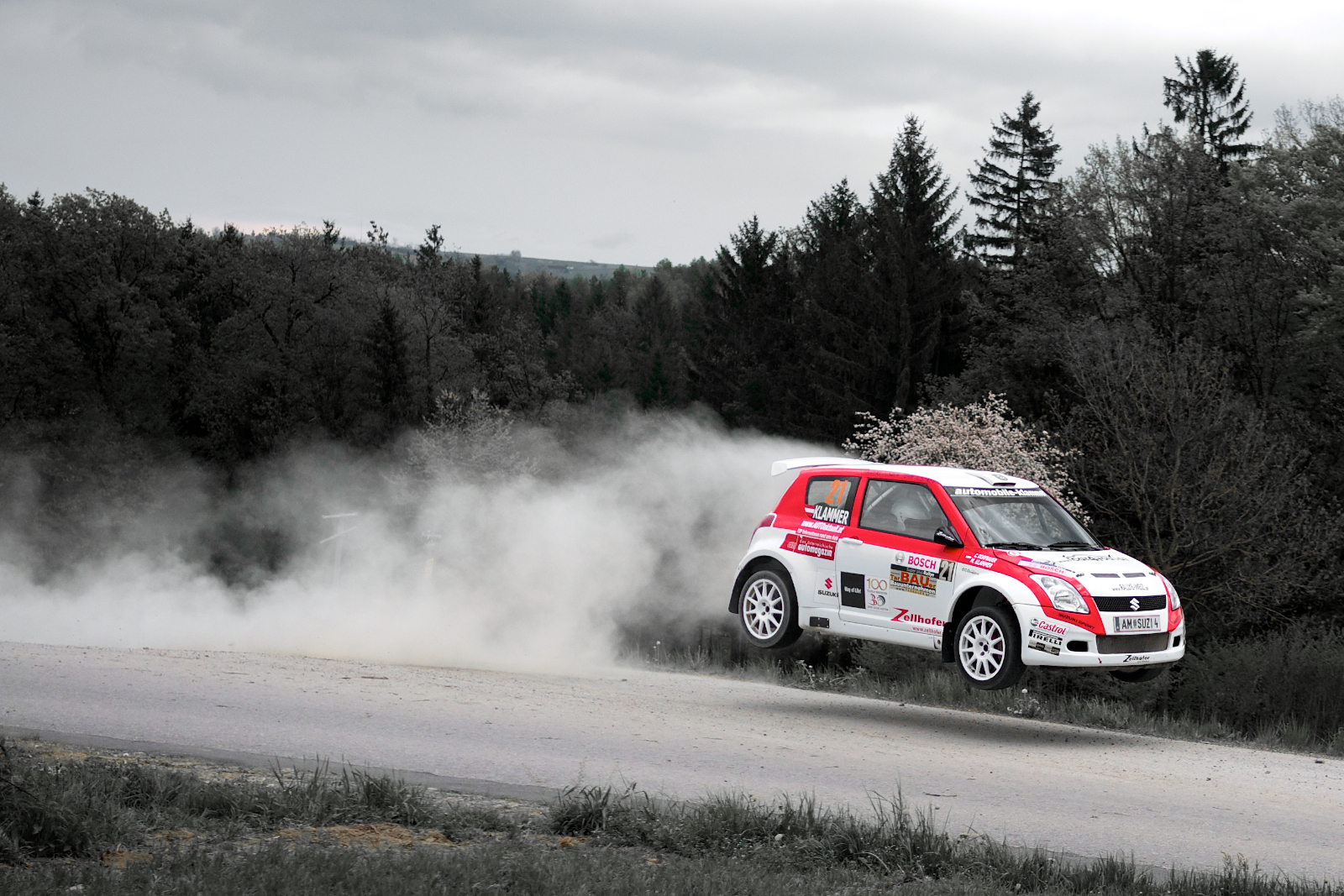
Bosch Rallye 2010

Die Bosch Super plus Rallye gibt es seit dem Jahr 1996 und wird als Wertungslauf zur Österreichischen Rallye-Staatsmeisterschaft ausgetragen. Diese Rallye wird in der Oststeiermark gefahren. Der erfolgreichste Pilot ist Raimund Baumschlager, der die Rallye sechsmal für sich entscheiden konnte. Außerdem ist es seit dem Jahr 2012 ein Wertungslauf der Opel Corsa OPC-Cup.

## Ergebnisse

### Österreichischen Rallye-Staatsmeisterschaft
| Jahr     | Gesamtsieger         | Gesamtsieger      | Gesamtsieger         |
| Jahr     | Fahrer               | Beifahrer         | Marke und Modell     |
| -------- | -------------------- | ----------------- | -------------------- |
| 1996     | Raphael Sperrer      | Peter Diekmann    | Renault Megane Maxi  |
| 1997     | Willi Stengg jun.    | Otto Schönlechner | Ford Escort Cosworth |
| 1998     | Achim Mörtl          | Jörg Pattermann   | Subaru Impreza WRC   |
| 1999     | Achim Mörtl          | Jörg Pattermann   | Subaru Impreza WRC   |
| 2000     | Raphael Sperrer      | Per Carlsson      | Seat Cordoba WRC     |
| 2001     | Franz Wittmann sen.  | Thomas Zeltner    | Toyota Corolla WRC   |
| 2002     | Raphael Sperrer      | Per Carlsson      | Peugeot 206 WRC      |
| 2003     | Raimund Baumschlager | Stefan Eichhorner | Mitsubishi Lancer    |
| 2004     | Raimund Baumschlager | Klaus Wicha       | Mitsubishi Lancer    |
| 2005 1.* | David Doppelreiter   | Ola Floene        | Škoda Octavia WRC    |

| Jahr     | Gesamtsieger         | Gesamtsieger          | Gesamtsieger             |
| Jahr     | Fahrer               | Beifahrer             | Marke und Modell         |
| -------- | -------------------- | --------------------- | ------------------------ |
| 2005 2.* | Achim Mörtl          | Detlev Ruf            | Mitsubishi Lancer        |
| 2006     | Willi Stengg jun.    | Petra Haas            | Mitsubishi Lancer        |
| 2007     | Franz Wittmann jun.  | Bernard Ettel         | Mitsubishi Lancer        |
| 2008     | Andreas Waldherr     | Richard Jeitler       | VW Polo S2000            |
| 2009     | Raimund Baumschlager | Thomas Zeltner        | Škoda Fabia Super 2000   |
| 2010     | Raimund Baumschlager | Thomas Zeltner        | Škoda Fabia Super 2000   |
| 2011     | Beppo Harrach        | Andreas Schindlbacher | Mitsubishi Lancer Evo IX |
| 2012     | Raimund Baumschlager | Klaus Wicha           | Škoda Fabia S2000        |
| 2013     | Raimund Baumschlager | Thomas Zeltner        | Škoda Fabia S2000        |

- = zwei getrennte Tageswertungen

### Opel Corsa OPC-Cup
| Jahr | Gesamtsieger     | Gesamtsieger    | Gesamtsieger |
| Jahr | Fahrer           | Beifahrer       |              |
| ---- | ---------------- | --------------- | ------------ |
| 2012 | Daniel Wollinger | Bernhard Holzer |              |
| 2013 | Daniel Wollinger | Bernhard Holzer |              |